# Josias zu Waldeck und Pyrmont

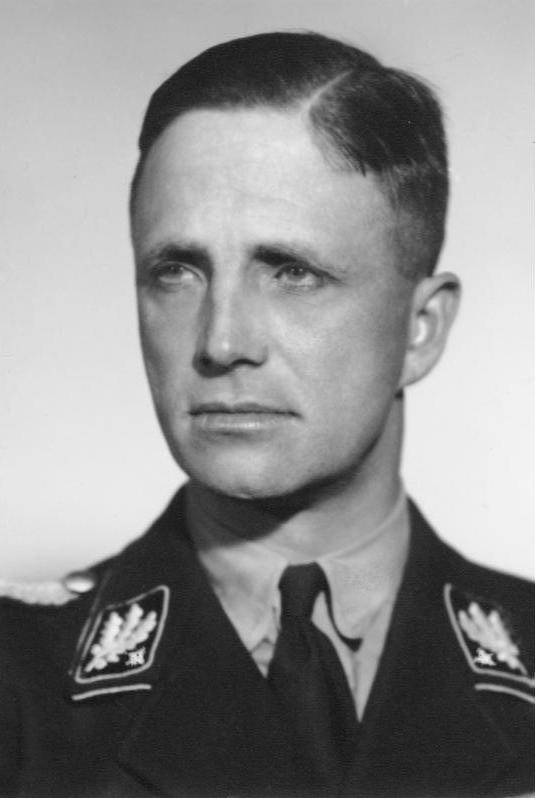
Waldeck-Pyrmont als SS-Obergruppenführer der Allgemeinen SS

Josias Georg Wilhelm Adolf zu Waldeck und Pyrmont (* 13. Mai 1896 in Arolsen; † 30. November 1967 auf Schloss Schaumburg bei Diez an der Lahn) war bis 1918 letzter Erbprinz des Fürstentums Waldeck-Pyrmont und seit 1929 Politiker der NSDAP. In der Zeit des Nationalsozialismus war er SS-Obergruppenführer, General der Waffen-SS und der Polizei, Mitglied des Reichstags, des Volksgerichtshofs, des Reichsbauernrats und des Vereins Lebensborn. Ein US-amerikanisches Militärgericht verurteilte ihn 1947 im Buchenwald-Hauptprozess wegen Verbrechen im Zusammenhang mit dem Konzentrationslager Buchenwald als Kriegsverbrecher zu lebenslänglicher Haft, aus der er aber bereits 1950 wieder entlassen wurde. Von 1946 bis 1967 war er Chef des Hauses Waldeck-Pyrmont.

## Leben

### Herkunft, Jugend und 1. Weltkrieg

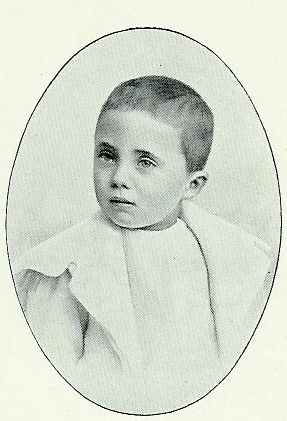
Erbprinz Josias, 3 Jahre alt

Erbprinz Josias war der älteste Sohn von Friedrich, dem letzten regierenden Fürsten des Fürstentums Waldeck-Pyrmont, und der Prinzessin Bathildis zu Schaumburg-Lippe. Zudem war er der Vetter der niederländischen Königin Wilhelmina und Neffe der Regentin Emma zu Waldeck und Pyrmont, der zweiten Ehefrau des niederländischen Königs Wilhelm III. und älteren Schwester des Fürsten Friedrich zu Waldeck-Pyrmont.
Nachdem er ab 1902 Privatunterricht erhalten hatte, wechselte er 1912 auf das Wilhelmsgymnasium Kassel und legte dort 1914 das Notabitur ab. Nach Ausbruch des Ersten Weltkriegs meldete er sich freiwillig als Soldat und nahm mit dem Infanterie-Regiment „von Wittich“ (3. Kurhessisches) Nr. 83 durchgehend am Krieg teil. Er wurde mehrfach verwundet; neben anderen Verwundungen erlitt er einen Kopfstreifschuss.

### Weg in die NSDAP
Im Mai 1919 wurde Waldeck-Pyrmont aus der Armee entlassen und kämpfte als Freikorpsoffizier in Oberschlesien. Nachdem er unter anderem Praxis in der Landwirtschaft erworben hatte, studierte er ohne Abschluss von 1921 bis 1923 Agrarwissenschaft, Volkswirtschaft und Rechtswissenschaft in München. Seit seinem Studium war er Mitglied, später Alter Herr der 1920 von studierenden Mitgliedern des Freikorps Oberland gegründeten Burschenschaft Teja-Bavaria München. Diese wurde 1928 eine Sportschaft und ging 1935 in der Wehrschaft Palaio-Germania München auf. Im Herbst 1923 meldete er sich für zwei Monate zur Reichswehr zur Niederschlagung von Aufständen in Thüringen und Sachsen.
Von 1923 und 1927 war er Mitglied im Jungdeutschen Orden, bei dem er unter anderem das Revisionsamt leitete und später außenpolitischer Leiter wurde. Nach seinem Austritt aus dieser Organisation gehörte er bis 1929 dem Stahlhelm an. Danach wurde er am 1. November 1929 Mitglied der NSDAP (Mitgliedsnummer 160.025) und im März 1930 der SS (SS-Nr. 2.139). Waldeck wurde Adjutant von Sepp Dietrich und Heinrich Himmler, die ihm einen raschen Aufstieg in der SS-Hierarchie ermöglichten. Ende 1931 meldete die NS-gegnerische Presse, dass Waldeck von Hitler mit der Leitung des Aufbaus des Nachrichtendienstes der SS betraut worden sei.

### Karriere in der NS-Zeit
Bereits 1932 war Waldeck-Pyrmont zum SS-Gruppenführer ernannt worden. Seit der 8. Wahlperiode 1933 war er für die NSDAP Mitglied des Reichstages, zunächst auf Reichswahlvorschlag und dann ab November 1933 für den Wahlkreis 23 (Düsseldorf-West).
Nach dem Machtantritt der Nationalsozialisten erhielt Waldeck eine führende Stelle im Auswärtigen Amt. 1934 kehrte er jedoch zur SS zurück. Als Himmlers Assistent beteiligte er sich an der von Hitler befohlenen Gefangennahme und Ermordung einer Reihe höherer SA-Führer im Zuge des sogenannten „Röhm-Putsches“ vom 30. Juni bis zum 2. Juli 1934. Am Abend des 30. Juni 1934 organisierte er die Exekutionen von sechs prominenten SA-Führern im Spazierhof des Münchener Gefängnisses Stadelheim. Im Dezember 1934 ernannte Hitler ihn zum „Volksrichter“ am 2. Senat des Volksgerichtshofs. Von 1936 bis Anfang 1939 war er Richter am Obersten Ehren- und Disziplinarhof der DAF.
Ende Januar 1936 zum SS-Obergruppenführer befördert, übernahm Waldeck im selben Jahr die Führung des SS-Oberabschnitts „Rhein“ und ein Jahr später dieselbe Funktion im SS-Oberabschnitt „Fulda-Werra“, den er bis Kriegsende innehatte.
Weisungsgemäß trat er wegen der Doppelmitgliedschaft von NSDAP und Johanniterorden im Herbst 1938 aus der genannten Kongregation aus, in deren Bayerischer Genossenschaft er seit 1921 organisiert war.
Im Oktober 1938 wurde zu Waldeck zum Höheren SS- und Polizeiführer (HSSPF) für den Wehrkreis IX ernannt, in dem auch das KZ Buchenwald lag. Ab Oktober 1939 war er zudem Oberster Gerichtsherr des SS- und Polizeigerichts XXII in Kassel. Im Februar 1944 wurde er zum Höheren SS- und Polizeiführer Fulda-Werra und im Oktober in Personalunion zum Höheren Kommandeur der Kriegsgefangenenlager ernannt. Seit Juli desselben Jahres war er zudem General der Waffen-SS. Als HSSPF war er auch für die Errichtung eines Außenlagers des KZ Buchenwald im Kasseler Druseltal zuständig, in dem vom 5. Juli 1943 bis zum Einmarsch der Amerikaner am 4. April 1945 150 KZ-Häftlinge Zwangsarbeit leisten mussten. Das Kasseler KZ-Außenlager befand sich im früheren Gasthaus Zur alten Drusel, einem Fachwerkbau mit Anbau. Zwei der vier Baracken stehen noch heute an einem Hang zwischen Panoramaweg und Wiegandtsstraße. Als Höherer SS- und Polizeiführer für den Wehrkreis IX war Waldeck-Pyrmont für die Evakuierung des KZs Buchenwald und die dadurch verursachten Morde und Todesfälle hauptverantwortlich.
Unter seiner Jurisdiktion wurde der ehemalige Kommandant des Konzentrationslagers Buchenwald, SS-Standartenführer Karl Otto Koch, wegen fortgesetzter Unterschlagungen sowie wegen Mordes an drei Häftlingen zwecks Vertuschung seiner Straftaten zum Tode verurteilt und am 5. April 1945 hingerichtet.

### Nachkriegszeit

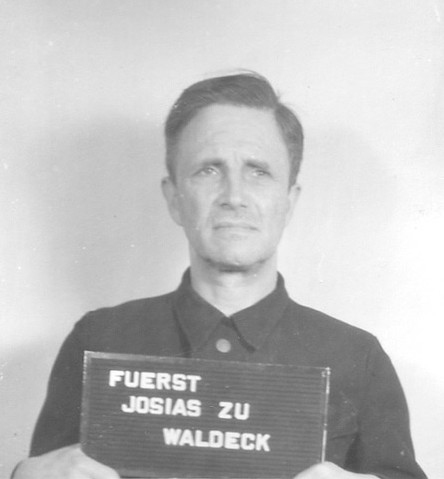
Josias zu Waldeck und Pyrmont als Angeklagter im Buchenwald-Hauptprozess 1947

Am 13. April 1945 geriet Waldeck-Pyrmont in amerikanische Gefangenschaft. Am 14. August 1947 wurde er vom US-amerikanischen Militärgerichtshof im Buchenwald-Hauptprozess, der im Internierungslager Dachau stattfand, wegen Verbrechen im Konzentrationslager Buchenwald zu lebenslanger Freiheitsstrafe verurteilt. Diese wurde am 8. Juni 1948 auf 20 Jahre Haft verkürzt, aber bereits am 29. November 1950 wurde Waldeck-Pyrmont aus gesundheitlichen Gründen vorzeitig aus dem Kriegsverbrechergefängnis Landsberg entlassen. Während der Haft war er durch die Spruchkammer Fritzlar-Homberg 1949 entnazifiziert worden.
Während seiner Gefangenschaft  erfuhr er 1946 vom Tod seines Vaters. Als dessen ältester Sohn wurde nun er selbst Chef des Hauses. Als solcher nannte er sich Josias Fürst zu Waldeck und Pyrmont.
Die letzten Jahre seines Lebens verbrachte er zurückgezogen, unter anderem auf Schloss Schaumburg (Rhein-Lahn-Kreis). In den Jahren 1959 bis 1961 wurden mehrere Ermittlungsverfahren gegen ihn eingeleitet, unter anderem wegen des Verdachts des Mordes, des Totschlags und der Beihilfe zum Mord. Die meisten Ermittlungsverfahren wurden wegen Eintritts der Verjährung oder „nicht nachweisbarer Schuld“ eingestellt.

## Nachkommen
Josias Prinz zu Waldeck und Pyrmont war seit 1922 mit Altburg Marie Mathilde Herzogin von Oldenburg (1903–2001), der jüngsten Tochter des Großherzogs Friedrich August von Oldenburg, verheiratet. Ihre Kinder sind:
- Margarethe Sophie Charlotte (1923–2003), von 1952 bis 1979 verheiratet mit Franz II. Graf zu Erbach-Erbach und von Warthenberg-Roth (1925–2015)
- Alexandra Bathildis Elisabeth Luise Helene Emma (1924–2009), seit 1949 verheiratet mit Botho Prinz von Bentheim und Steinfurt (1924–2001)
- Ingrid (* 1931)
- Wittekind Adolf Heinrich Georg-Wilhelm (* 9. März 1936 in Arolsen; † 16. Dezember 2024 in Korbach), von 1967 bis 2024 Chef des Hauses Waldeck und Pyrmont
- Guda (* 1939), von 1958 bis 1962 verheiratet mit Friedrich Wilhelm Heinrich Konstantin 7. Fürst zu Wied (1931–2000)

## Auszeichnungen
- Eisernes Kreuz (1914) II. und I. Klasse
- Verwundetenabzeichen (1918) in Schwarz
- Eiserner Halbmond für die Schlacht an den Dardanellen
- Infanteriesturmabzeichen
- Ehrenkreuz für Frontkämpfer
- Kriegsverdienstkreuz (1939) mit Schwertern II. und I. Klasse
- Spange zum Eisernen Kreuz II. und I. Klasse
- Goldenes Parteiabzeichen der NSDAP am 30. Januar 1939[8]
- Dienstauszeichnung der NSDAP in Silber
- Julleuchter Freundeskreis Reichsführer SS
- Ehrendegen des Reichsführers SS
- Totenkopfring der SS